# سورنادال
سورنادال (به لاتین: Surnadal) یک شهرستان نروژ در نروژ است که در مور او رومسدال واقع شده‌است.

## خصوصیات
سورنادال ۱٬۳۶۵٫۴۱ کیلومترمربع مساحت و ۵٬۹۲۷ نفر جمعیت دارد.